# 哈彭登
哈彭登（英語：Harpenden）是英國英格蘭赫特福德郡的一个镇，有人口大約三萬人，哈彭登是一座富裕的衛星城，有鐵路直達倫敦，這裡的房地產價格是英國平均值的兩倍。

## 友好城市
- 法國 卢瓦尔河畔科讷库尔

## 外部連結
- Harpenden Town Council（页面存档备份，存于）
- Harpendia – online magazine and video channel（页面存档备份，存于）
- Harpenden History, Local History Society website（页面存档备份，存于）
- Harpenden Society, Your Civic Voice（页面存档备份，存于）